# Kerguelisk pälssäl
Kerguelisk pälssäl (Arctocephalus tropicalis) är en art i familjen öronsälar. Wilson & Reeder (2005) lister inga underarter.

## Utseende
Hannar blir 150 till 180 centimeter långa och honornas längd är 120 till 145 centimeter. Vikten uppgår till 150 respektive 50 kilogram. Pälsen är spräcklig gråbrun på ovansidan och den blir ljusare mot undersidan till en färg som liknar ingefära-rotstockens utseende. Bröst och ansikte är vita. Ibland förekommer inslag av orange på samma kroppsdelar. Hannar bär dessutom några svarta hår på pannan. Hos ungar är pälsen mjukare och svartaktig.
Ansiktet kännetecknas av en spetsig nos med långa morrhår. Jämförd med andra släktmedlemmar har arten kortare och bredare bröstfenor.

## Utbredning
Kerguelisk pälssäl lever på öar runt Antarktis. Ungefär tre fjärdedelar av beståndet lever i kolonier på Gough Island. Andra kolonier finns på bland annat Prins Edwardöarna, Tristan da Cunha, Crozetöarna och Inaccessible Island.
Utanför parningstiden vandrar de ofta till Sydamerika (södra Argentina och Chile), Sydafrika och angränsande afrikanska stater, södra Australien (Tasmanien), Nya Zeeland och andra öar längre norrut. Enstaka exemplar observerades nära Gabon och Tanzania.
På land når arten ibland 50 meter över havet och den kan dyka till ett djup av cirka 210 meter.

## Ekologi
Under oktober etablerar dominanta hannar ett revir där möjligheten att para sig med många honor är störst. Mindre framgångsrika hannar och ungkarlar hittar en plats vid kolonins kant. När honorna kommer fram söker de närheten till de starkaste hannarna. I flera fall kan strider mellan hannar förekomma som resulterar i djupa sår och ibland dör en av motståndarna. Vanligen har en framgångsrik hanne kontroll över 6 till 8 honor.
Ifall honan blev dräktig under det gångna året föder hon ungefär 6 dagar efter ankomsten en unge. Den nästa parningen sker 8 till 12 dagar efter ungens födelse. Ytterligare en vecka senare lämnar honan ungen ensam för första gången. Vid varje återbesök diar ungen sin mor och ungens utveckling sker fort på grund av att modersmjölken är näringsrik. Ungefär 6 veckor efter födelsen simmar ungen för första gången i havsvikar eller andra skyddade avsnitt av kusten. Stegvis ökas utflyktens antal och storlek. Cirka en månad innan den nästa parningstiden slutar honan med digivning.
Enligt ett fåtal studier består födan främst av fisk som kompletteras med bläckfisk och kräftdjur. I sällsynta fall kan en liten pingvin falla offer för Kerguelisk pälssäl. Sälen hittar sina byten med hjälp av morrhåren och synen. De flesta fiskstim kommer under natten fram till vattenytan och därför sker jakten samtidig.

## Kerguelisk pälssäl och människor samt status
Under 1700-talet och 1800-talet dödades nästan hela beståndet. På Gough Island fanns det 1892 bara 300 individer kvar. Den sista kommersiella jakten skedde 1921. Alla regioner med kolonier är deklarerade naturskyddsområden. Fram till idag har beståndet på ön ökat till omkring 250 000 pälssälar. Hela beståndet uppgår troligtvis till 400 000 individer.
Klimatförändringar kan i framtiden resultera i beståndets minskning. Negativa faktorer är dessutom ett ökande antal fiskefartyg i området nära kolonierna samt framskridande havsförorening. Den genetiska mångfalden är låg efter tiden där arten nästan var utrotad. IUCN listar arten som livskraftig (LC).
John Edward Gray, som beskrev djuret först vetenskapligt, kallade arten tropicalis som vetenskapligt namn därför att han hävdade att djuret hämtats från Australiens norra kust. Det är inte troligt. Aldrig senare har denna art påträffats i detta område.
Zoologen King korrigerade 1959 artens typområde till regionen kring öarna Île Saint-Paul och Amsterdam.